# FSV 07 Kreuznach
FSV 07 Kreuznach was een Duitse voetbalclub uit Bad Kreuznach.

## Geschiedenis
De club werd in 1907 opgericht als SC Nahetal Kreuznach. In 1909 fuseerde de club met FC Preußen Kreuznach tot SC Viktoria Kreuznach. De clubs Britannia 08, Hermannia 08 (opgericht in 1909), FC Germania 07 (opgericht in 1910) sloten zich bij de club aan die in 1911 met FC Sportlust Kreuznach fuseerde tot Kreuznacher FV 07  dat in 1919  de naam FSV 07 Kreuznach aannam. 
In 1920 promoveerde de club naar de hoogste klasse van de Hessense competitie en werd zevende op tien clubs. De competitie ging na dit jaar op in de nieuwe Rijnhessen-Saarcompetitie. Deze bestond aanvankelijk uit vier reeksen en werd over twee jaar teruggebracht tot één reeks.FSV werd vierde en overleefde de eerste schifting maar degradeerde dan in het tweede seizoen. Hierna slaagde de club er niet meer in te promoveren.
Op 19 augustus 1932 fuseerde de club met 1. FC 02 Kreuznach en werd zo Eintracht Bad Kreuznach. 